# Волнистый стромбус
Волнистый стромбус (лат. Sinustrombus sinuatus) — вид морских брюхоногих моллюсков из семейства Strombidae.

## Описание
Раковина средних размеров, длиной 80—130 мм. Раковина веретенообразная, с 7 волнистыми, слегка вогнутыми оборотами и разделёнными прижатыми швом и заострённой вершиной. Общая окраска раковины бледно-бежевая с коричневато-рыжими волнистыми пятнами и линиями. Устье у раковины узкое, изнутри окрашено в пурпурно-чёрный цвет. Наружная губа широкая, в средней части уплощённая и утолщённая, её окраска кремовая или розоватая, с 4 плоскими пальцевидными выростами в верхней части и глазной выемкой снизу.

## Ареал и образ жизни
Тропический Индо-Тихоокеанский район — от Австралии и Океании до Индокитая, включая Папуа-Новая Гвинея и Филиппины. Населяет сублитораль, предпочитая участки среди кораллов с песчаным грунтом. Травояден.

## Интересные факты
Волнистый стромбус был изображён на марках авиапочты Новой Каледонии 1970 года и марках Тайваня 2009 года (номинал — 5 долларов).

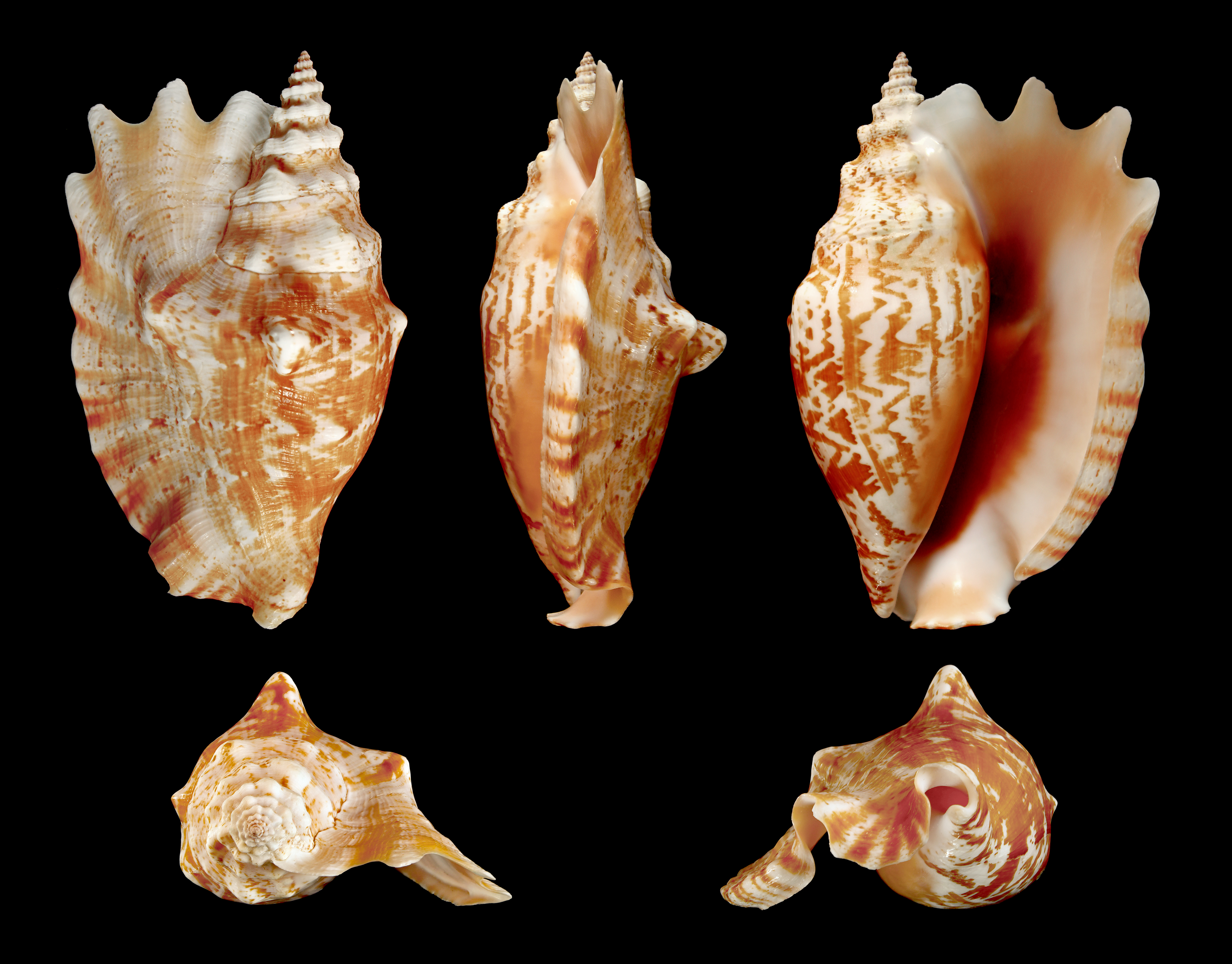